# Rogówko (powiat rypiński)
Rogówko – wieś w Polsce położona w województwie kujawsko-pomorskim, w powiecie rypińskim, w gminie Rogowo.

## Podział administracyjny
W latach 1975–1998 miejscowość należała administracyjnie do województwa włocławskiego.

## Demografia
Według Narodowego Spisu Powszechnego (III 2011 r.) liczyła 93 mieszkańców. Jest 21. co do wielkości miejscowością gminy Rogowo.